# Mission sui juris Turkmenistan
Die Mission sui juris Turkmenistan (lat.: Missio sui iuris Turcmenistaniana) ist ein Verwaltungsbezirk der römisch-katholischen Kirche, der deckungsgleich mit dem Gebiet der Republik Turkmenistan ist.
Die turkmenische Mission sui juris hat ihren Sitz in der Hauptstadt Aşgabat und umfasst eine Fläche von 488.000 km². Sie wurde am 29. September 1997 aus der Apostolischen Administratur Kasachstan herausgelöst und mit einer einzigen Pfarrei verselbständigt. Pro-Kathedrale ist die Verklärungskirche in Aşgabat. Seit Juli 2012 ist die römisch-katholische Kirche vom turkmenischen Staat offiziell anerkannt. Die kirchliche Zuständigkeit in Turkmenistan liegt beim Apostolischen Nuntius Erzbischof Antonio Lucibello in Ankara.
Die Mission sui juris wird von den Oblatenpatres (OMI) geleitet. Erster Ortsordinarius ist seit 1997 Andrzej Madej OMI.
Für die Gläubigen des byzantinischen Ritus in Turkmenistan ist die Apostolische Administratur Kasachstan und Zentralasien für die Gläubigen des byzantinischen Ritus zuständig.